# Danusia

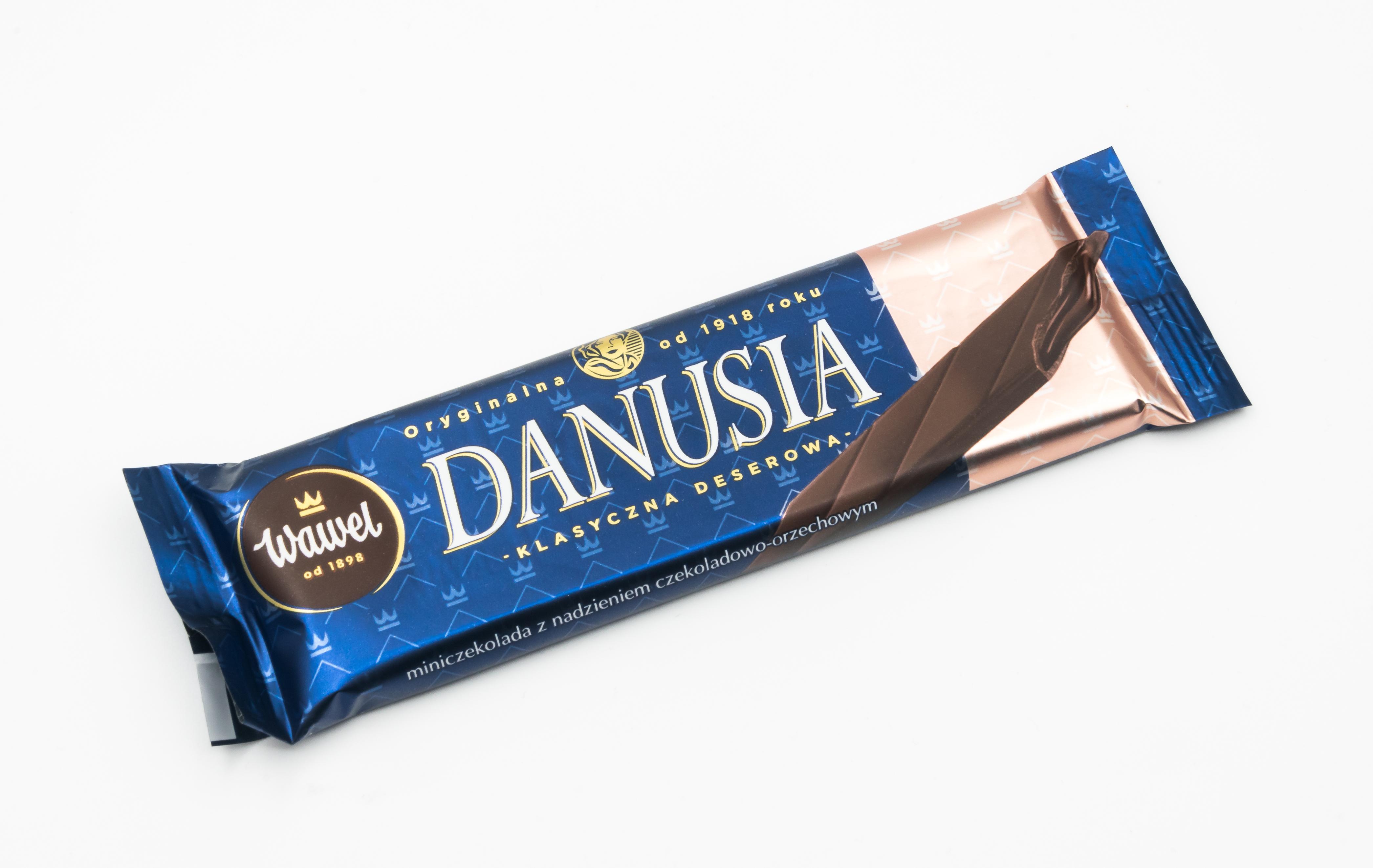
Danusia Klasyczna

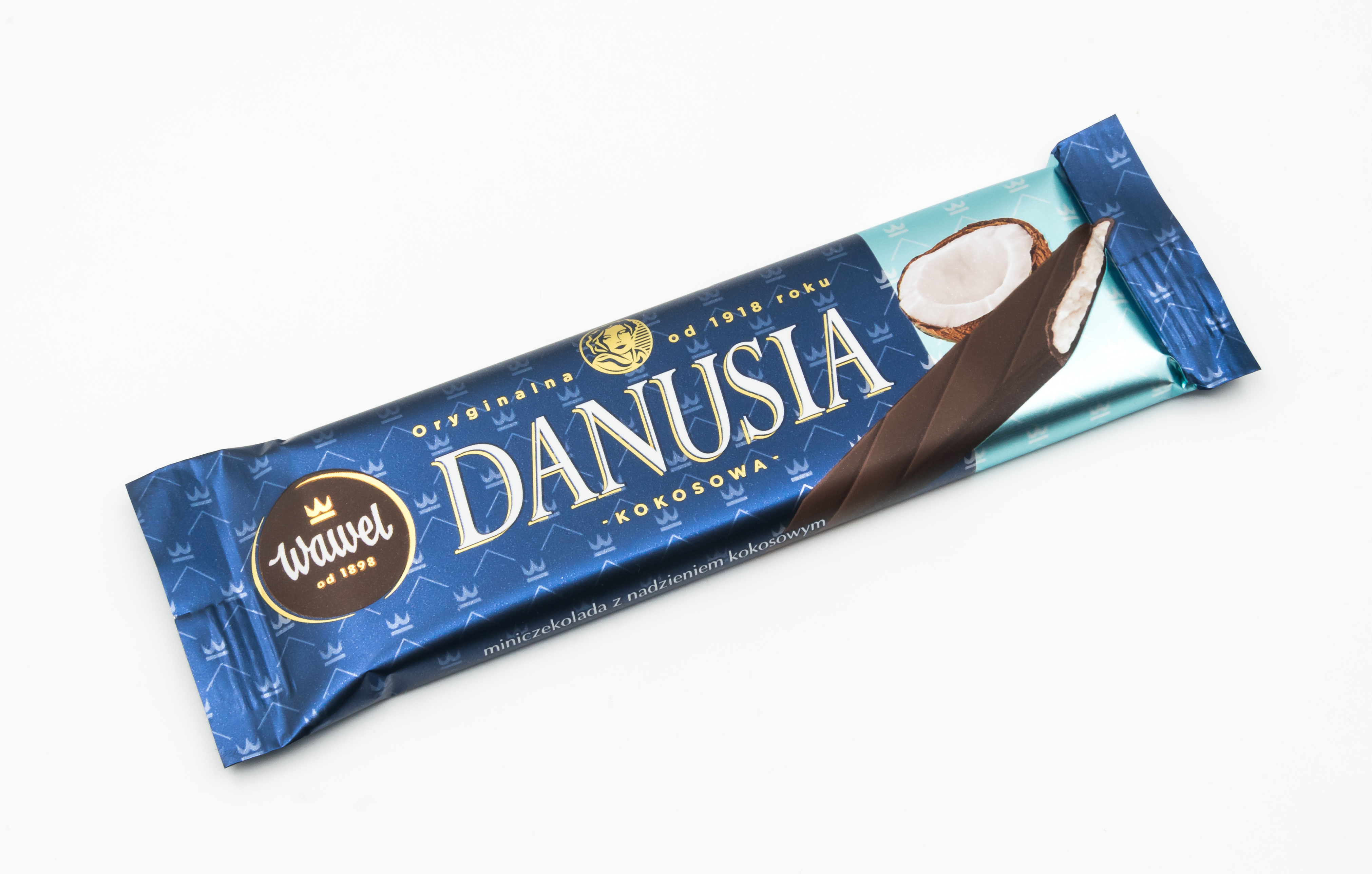
Danusia Kokosowa

Danusia – baton czekoladowy z grylażem, którym jest półpłynna masa czekoladowo-orzechowa o alkoholowym posmaku, w XXI w. produkowany przez przedsiębiorstwo Wawel z Krakowa.
Producent tego wyrobu, którym była A. Piasecki-Fabryka Czekolady w Krakowie SA podawał, że tradycja jego produkcji sięga początków lat 20. XX wieku, kiedy ówczesny właściciel fabryki Adam Piasecki zakochał się w swojej pracownicy o imieniu Danuta. To dla niej miał wymyślić recepturę batonika, nazwać produkt jej imieniem i umieścić jej podobiznę na opakowaniu.
Po upaństwowieniu fabryki Piaseckiego produkcję batonika kontynuowały, powstałe w 1951 Zakłady Przemysłu Cukierniczego „Wawel”, w skład których weszła fabryka Piaseckiego oraz jeszcze dwie krakowskie, dawniej prywatne firmy produkujące słodycze.

## Smaki
- Klasyczna deserowa
- Miętowa – wycofana około 2017
- Likier kawowy
- Gorzka pomarańcza
- Ajerkoniak
- Kokosowa
- Malinowa